# 미즈하라촌 (니가타현)
미즈하라촌(水原村)은 니가타현 나카쿠비키군에 있던 촌이다.

## 역사
- 1889년 4월 1일 - 정촌제 시행에 수반해 나카쿠비키군 미즈하라촌이 성립하였다.
- 1956년 9월 30일 - 아라이시에 편입되어 소멸하였다.

## 참고문헌
- 『市町村名変遷辞典』東京堂出版、1990年。